# شبق (فلم)
شبق  (بالإنجليزية: Nymphomaniac) هو فيلم دراما تم إنتاجه في بلجيكا والدنمارك وصدر في سنة 2013. الفيلم من إخراج لارس فون ترايير وكتابة لارس فون ترايير.

## بطولة
- ستيلان سكارسغارد
- شارلوت غينسبور
- أوما ثورمان
- شيا لابوف
- جيمي بيل
- كريستين سلاتر
- ستايسي مارتن

## الميزانية والإيرادات
بلغت تكلفة إنتاج الفيلم حوالي 4,700,000 دولار بينما حقق أرباحا تقدر بـ 678,335 دولار.

## وصلات خارجية
- شبق على موقع الموسوعة البريطانية (الإنجليزية)
- شبق على موقع روتن توميتوز (الإنجليزية)
- شبق على موقع قاعدة بيانات الأفلام السويدية (السويدية)
- شبق على موقع ليتربوكسد (الإنجليزية)

1. ↑  وصلة مرجع: http://news.nationalpost.com/arts/movies/nyphomaniac-volumes-i-and-ii-reviewed-lars-von-triers-sexually-graphic-pairing-will-titillate-but-fails-to-satisfy. الوصول: 9 أبريل 2016.
2. 1 2  مذكور في: تفريغات بيانات Freebase. الناشر: جوجل.
3. ↑  وصلة مرجع: http://nmhh.hu/dokumentum/166259/premierfilmek_forgalmi_adatai_2014.xlsx.